# ピヌティ

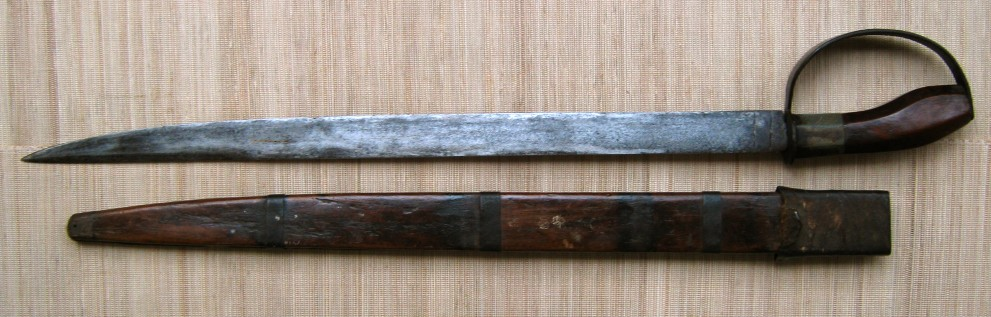
ピヌティ

ピヌティ（Pinuti）は、フィリピンのヴィサヤ諸島で使われている片刃の直刀であり、農民が主に使用していた。握りはグアバの木が使われ、軽量である。刀身はおよそ40cmから45cmの長さである。ピヌティはセブアノ語で色を失うを意味し、農具としても使うため植物や動物の体液が付着するため暗い緑青を帯びる。農民は戦闘に備えて刃を鋭利にし、きれいに白く磨いていた。
現在でもエスクリマの武具として使用されている。